# Taubequellen
Koordinaten: 51° 44′ 55″ N, 12° 15′ 55″ O
Die Taubequellen sind ein Naturschutzgebiet in der Stadt Raguhn-Jeßnitz im Landkreis Anhalt-Bitterfeld in Sachsen-Anhalt.

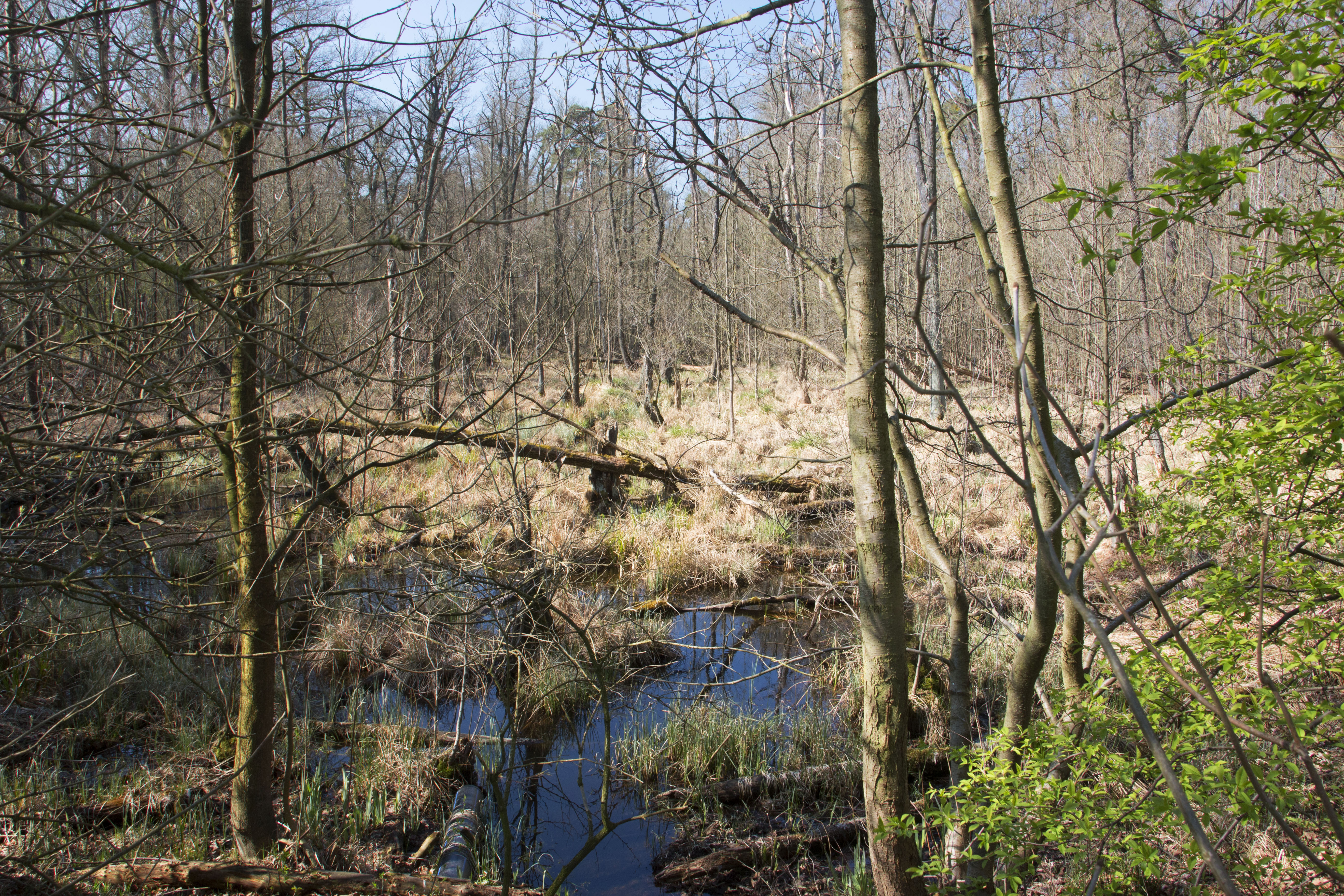
Die Taube im Naturschutzgebiet Taubequellen

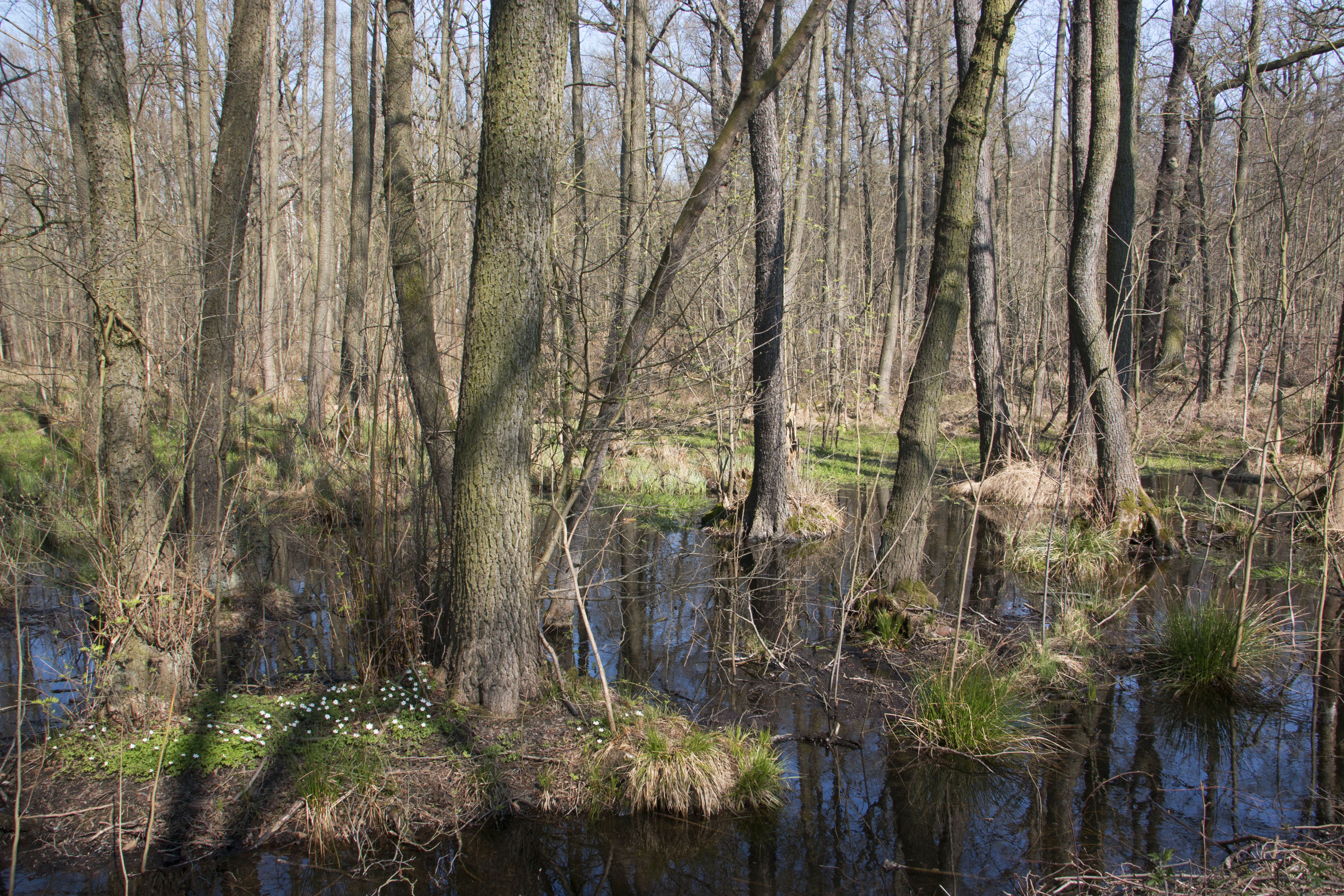
Frühjahrsaspekt im Naturschutzgebiet Taubequellen

Das Naturschutzgebiet mit dem Kennzeichen NSG 0162 ist 48,5 Hektar groß. Es ist Bestandteil des FFH-Gebietes „Taube-Quellen und Auengebiet bei Möst“ und vom Landschaftsschutzgebiet „Mittlere Elbe“ umgeben. Das Gebiet steht seit Anfang 1996 unter Schutz (Datum der Verordnung: 12. Dezember 1995). Zuständige untere Naturschutzbehörde ist der Landkreis Anhalt-Bitterfeld.
Das Naturschutzgebiet liegt westlich von Schierau im Biosphärenreservat Mittelelbe am Rand des Muldetals. In dem größtenteils bewaldeten Gebiet stocken im Westen im Übergang zur Mosigkauer Heide Kiefernforste, die am Hang zur Taubeniederung in einen Laubmischwald mit Stieleiche, Hängebirke, Hainbuche und Bergahorn in der Baumschicht sowie Eberesche in der Strauchschicht übergeht. Die Krautschicht wird hier u. a. von Kleinem Springkraut, Zweiblättriger Schattenblume, Hainveilchen und Vielblütiger Weißwurz gebildet. Weiterhin sind im Süden des Naturschutzgebietes, der von Stieleiche und Hängebirke dominiert wird, Frauenfarn, Buschwindröschen sowie Zweiblättrige Schattenblume zu finden. Ferner stocken hier auf grundwassernahen Standorten Schwarzerlen, an Gräben ist der seltene Buchenfarn zu finden.
Teile des Naturschutzgebietes sind durch Bautätigkeiten des hier vorkommenden Elbebibers ganzjährig überstaut. Während die sonst vorkommenden Baumarten absterben, stockt hier sowie im Bereich der im Frühjahr und Frühsommer überstauten Flächen ein Erlenbruchwald mit Sumpfsegge, Flatterbinse, Sumpfhaarstrang, Sumpfschwertlilie, Sumpfdotterblume, Sumpfvergißmeinnicht und Rasenschmiele. Auf weniger vernässten Stellen wachsen auch Zittergrassegge, Buschwindröschen, Echtes Mädesüß und Goldschopfhahnenfuß.
Entlang der Taube sind Schlankseggenriede und Flutschwadenbestände entwickelt. In Lichtungen siedeln u. a. Besenginstergebüsche.
Im Ostteil des Naturschutzgebietes geht die Taubeniederung in Reste eine Niederterrasse über. Hier stockt ein Pfeifengras-Stieleichen-Wald mit Faulbaum in der Strauchschicht sowie u. a. Pfeifengras, Rasenschmiele, Weiches Honiggras und Uferwolfstrapp in der Krautschicht. Daneben sind hier Grünlandbereiche mit artenarmen Labkraut-Fuchsschwanzwiesen zu finden.
Das Naturschutzgebiet ist neben dem Elbebiber eine reiche Avifauna zu finden. Die vielen absterbenden Bäume bieten insbesondere höhlenbewohnenden Vogelarten einen geeigneten Lebensraum, darunter Hohltaube, Schwarz- und Mittelspecht, Wendehals, Gartenrotschwanz, Trauerschnäpper und Sumpfmeise.
Das Naturschutzgebiet grenzt größtenteils an bewaldete Flächen. Im Süden grenzt es an eine Straße, an die sich ihrerseits landwirtschaftliche Nutzflächen anschließen.